# Campofiorito
Campofiorito – miejscowość i gmina we Włoszech, w regionie Sycylia, w prowincji Palermo.
Według danych na rok 2004 gminę zamieszkiwało 1401 osób, 66,7 os./km².

## Miasta partnerskie
- Aci Catena, Włochy
- Catenanuova, Włochy